# Црква Cветог мученика Мине у Димитровграду
Црква Cветог мученика Мине у Димитровграду, насељеном месту на територији  општине Димитровград, православни је храм који припада Епархији нишкој Српске православне цркве.
Црква посвећена Cветом мученику Мини подигнута је 1920. године,
Храм се налази на западном делу града, око два километна од центра. Саграђен је покрај извора воде на коме је народ лечио очи, а на иницијативу баба Миље. Како се био урушио јер је грађен од непостојаног материјала, Борис Димитров је на истом месту у току 2012. године уз помоћ предузећа „Алпина” саградио нов параклис.